# Lo que yo sé de ti
"Lo que yo sé de ti" é uma canção da dupla americana de música pop Ha*Ash. Foi lançado pela Sony Music Latin em 24 de novembro de 2008 como single. É o segundo single do seu álbum de estúdio Habitación Doble (2008).

## Composição e desempenho comercial
Foi lançado oficialmente como o segundo single do seu álbum de estúdio Habitación Doble em 24 de novembro de 2008. "Lo que yo sé de ti" foi escrito por Ashley Grace, Hanna Nicole e Leonel García, enquanto Áureo Baqueiro produziu a música. Foi estreada no programa "Estreno mundial", que é transmitido em um canal de música latina. A canção atingiu a primeira posição da mais ouvida nas rádios do México.
É uma balada romântica, que convida você a curar um coração ferido, depois de uma pausa amorosa, oferecendo apoio, amor e compreensão. Inspirado pelo relacionamento de Ashley Grace, a mesma cantora explicou o assunto; “É uma história que vivi, onde me apaixonei profundamente. Quando uma pessoa não deixa você amá-lo, às vezes é por medo que você vai descobrir sobre o seu passado ou as coisas que ele fez. Eu estou dizendo com essa música que não importa o que ele fez, que eu escolho amá-lo assim ".

## Vídeo musical
O vídeo musical de "Lo que yo sé de ti" foi lançado em 25 de outubro de 2009 na plataforma YouTube no canal oficial de Ha*Ash. Em 01 de agosto de 2011 foi lançado o vídeo ao vivo da música incluída no DVD do álbum A Tiempo. Em 2012, uma versão ao vivo foi regravada, desta vez em concerto em colaboração com o cantor Leonel García e integrada na edição especial desse álbum.

## Desempenho nas tabelas musicais
| Tabela musical (2008)                 | Maior posição |
| ------------------------------------- | ------------- |
| México - (Monitor Latino - Tocadas)   | 1             |
| México - (Monitor Latino - Audiencia) | 1             |
| México - (Mexico Espanol Airplay)     | 1             |
| México - (Mexico Airplay)             | 1             |

## Histórico de lançamento
| Região | Data                   | Formato | Gravadora        | Ref.  |
| ------ | ---------------------- | ------- | ---------------- | ----- |
| México | 24 de novembro de 2008 | Airplay | Sony Music Latin | [ 1 ] |